# 425 Корнелија
425 Корнелија (енгл. 425 Cornelia) је астероид главног астероидног појаса са пречником од приближно 63,85 km.
Афел астероида је на удаљености од 3,064 астрономских јединица (АЈ) од Сунца, а перихел на 2,708 АЈ.
Ексцентрицитет орбите износи 0,061, инклинација (нагиб) орбите у односу на раван еклиптике 4,050 степени, а орбитални период износи 1790,933 дана (4,903 године).
Апсолутна магнитуда астероида је 9,90 а геометријски албедо 0,047.
Астероид је откривен 28. децембра 1896. године.